# Choristoneura conflictana
Choristoneura conflictana (tên tiếng Anh: Large Aspen Tortrix) là một loài bướm đêm thuộc họ Tortricidae. Nó được tìm thấy ở Thái Bình Dương to the Atlantic coast và từ Alaska tới California, Arizona, và New Mexico.

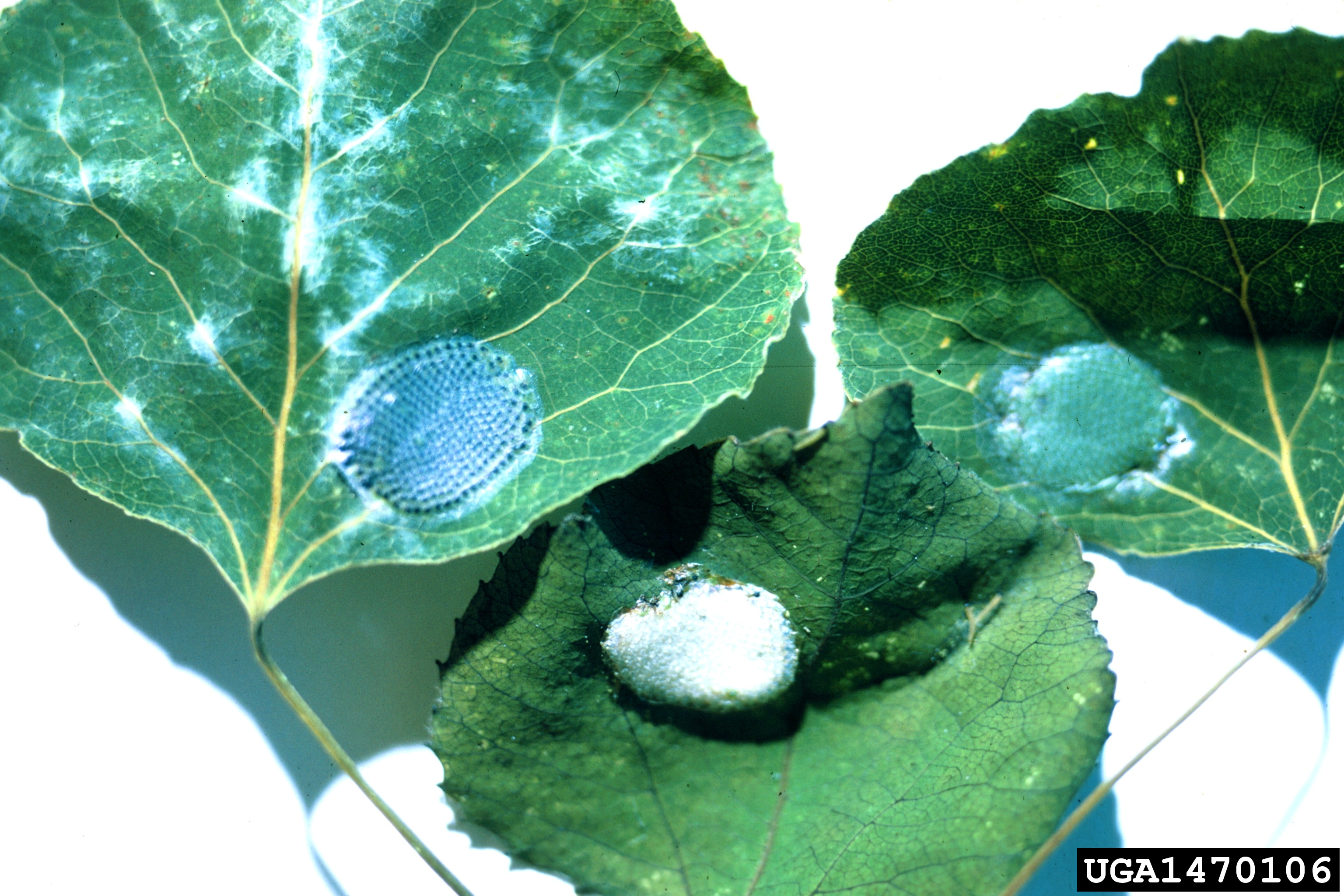
Eggs

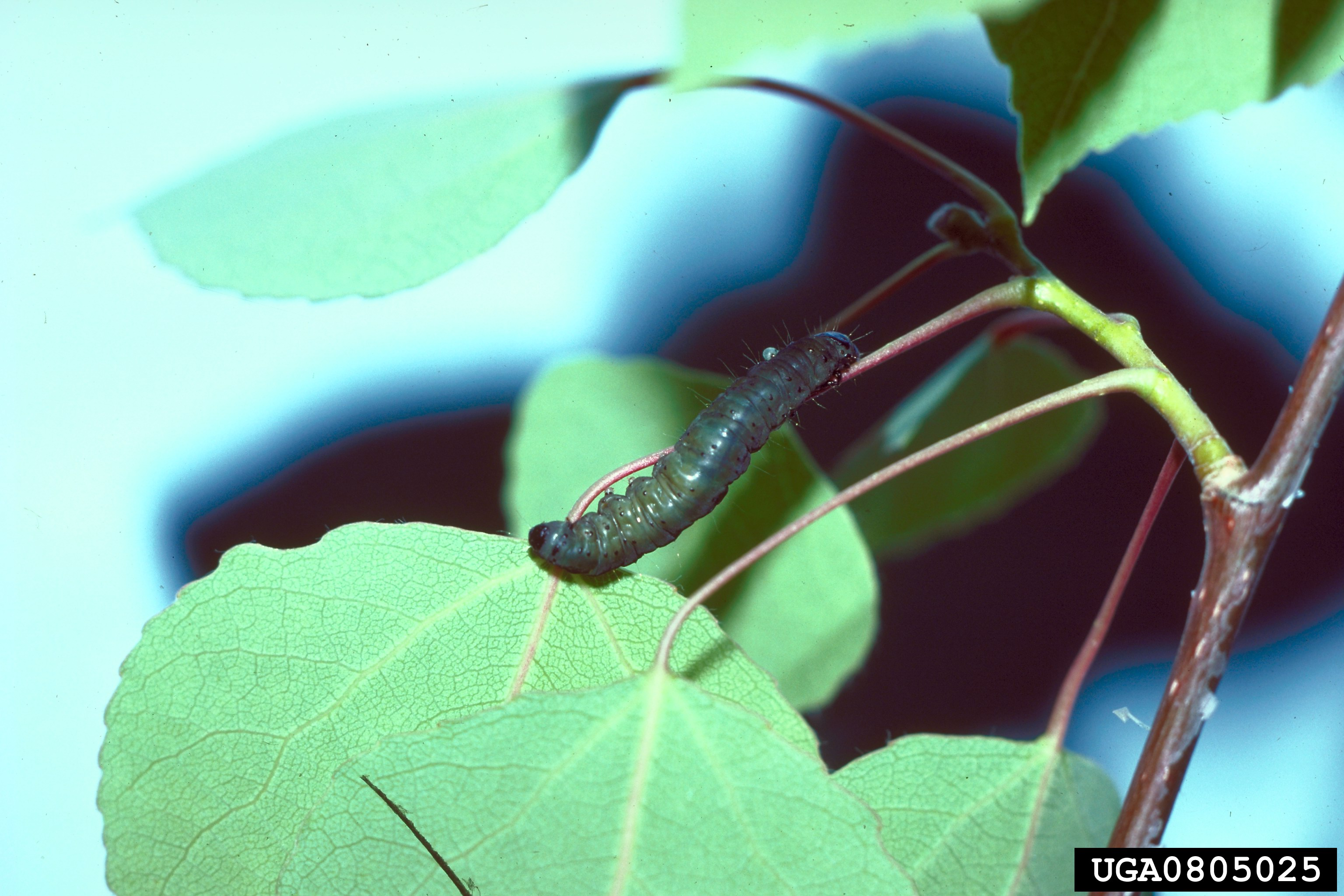
Sâu bướm

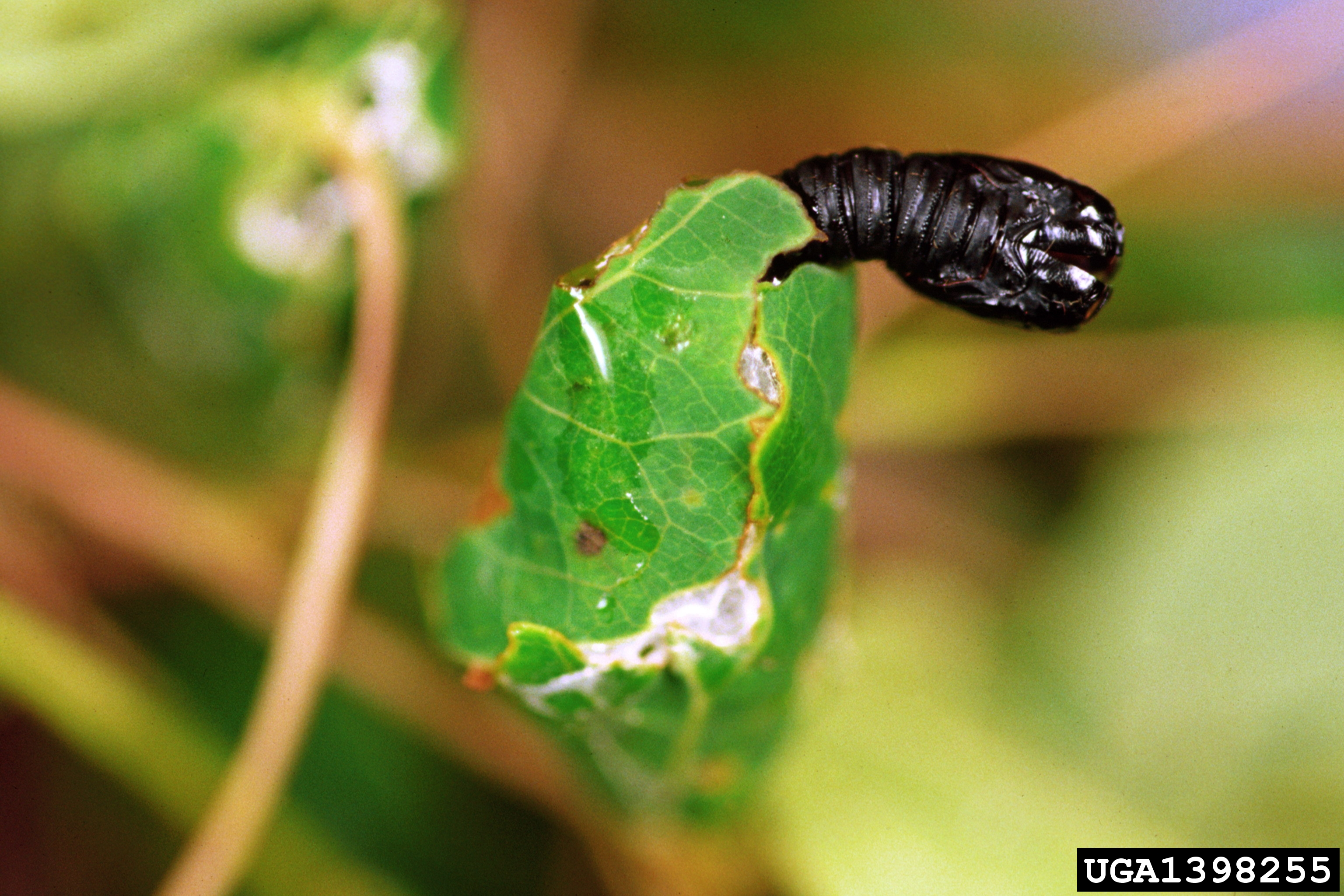
Nhộng

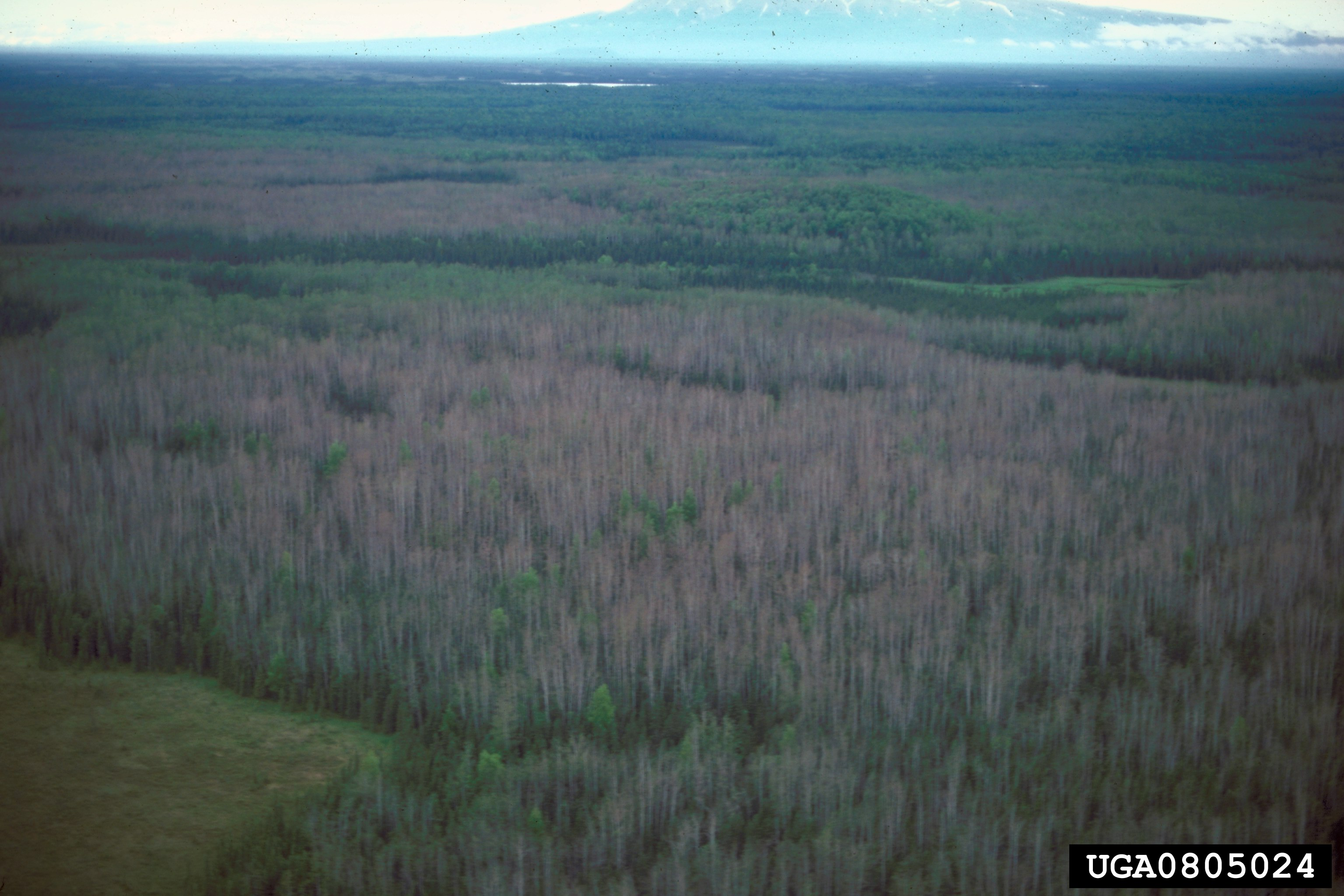
Damage

Sải cánh dài 25–35 mm. Con trưởng thành bay từ tháng 5 đến tháng 8.
Ấu trùng ăn Populus tremuloides.